# Nowoszów
Nowoszów (prononciation : [nɔˈvɔʂuf]) est un village polonais de la gmina d'Iłowa dans le powiat de Żagań de la voïvodie de Lubusz dans l'ouest de la Pologne.
Il se situe à environ 9 kilomètres au sud-est d'Iłowa (siège de la gmina), 20 kilomètres au sud de Żagań (siège du powiat) et 58 kilomètres au sud de Zielona Góra (siège de la diétine régionale).
Le village comptait approximativement une population de 6 habitants en 2006.

## Histoire
Le nom allemand du village était Neuhaus.
Après la Seconde Guerre mondiale, avec les conséquences de la Conférence de Potsdam et la mise en œuvre de la ligne Oder-Neisse, le village est intégré à la République populaire de Pologne. La population d'origine allemande est expulsée et remplacée par des polonais.
De 1975 à 1998, le village appartenait administrativement à la voïvodie de Zielona Góra.

Depuis 1999, il appartient administrativement à la voïvodie de Lubusz.